# Ostzonensuppenwürfelmachenkrebs
Ostzonensuppenwürfelmachenkrebs est un groupe allemand de rock indépendant, originaire de Hambourg.

## Histoire
Le nom du groupe fait référence à un titre de l'un des premiers articles du journal Bild, Ostzonen-Suppenwürfel bringen Krebs (les cubes de soupe de la zone Est provoquent le cancer). L'édition correspondante est parue le 2 août 1952 et faisait référence aux effets nocifs pour la santé de la présence d'higélite dans les produits Bino.
En 1990, le label discographique L'Âge d'or sort son premier disque, Für zuhause, qui contient une grande partie de textes écrits en anglais et une petite partie en allemand. Deux ans plus tard, Absolut nicht frei sort. Le titre Blues de cet album est souvent diffusé sur la chaîne musicale MTV. En 1994 sort le troisième album Keinseier. En 1996, l'EP Leichte Teile, produit par Christian Mevs (guitariste de Slime), sort. Les chansons avaient à nouveau des textes rédigés exclusivement en allemand. Peu après, un EP, Kleiner Rock, est publié. Les deux EP sont réunis sur la compilation Leichte Teile - Kleiner Rock,,.
Après la sortie de l'album Leichte Teile - Kleiner Rock, le groupe part pour une courte tournée. Le groupe se sépare ensuite pour des raisons personnelles. Le groupe se réunit en 2023 pour une tournée,.

## Discographie
- Date inconnue : Promo 4-Track MC (Hoover Boys, Symphonic Youth, We bake you a Religion, Die Pest; L'Âge d'or)
- 1989 : 86-89 MC (Anaconda)
- 1990 : Für Zuhause (L'Âge d'or)
- 1992 : Absolut nicht frei (L'Âge d'or)
- 1994 : Keinseier (L'Âge d'or)
- 1998 : Leichte Teile, Kleiner Rock (L'Âge d'or)

### EP
- 1996 : Leichte Teile (L'Âge d'or)
- 1998 : Kleiner Rock (L'Âge d'or)

### Participations
- Symphonic Youth sur Popnoise EP 01 (Popnoise)
- Boomerang (Leonard Mix) sur Für Jasmin – Das Blümchen Remix Album (Edel)
- 1992 : Blindfeind Blues sur Various Artists – Billiger als Turnschuhe
- 1997 : Traumgestalter sur Bessere Zeiten klingt gut (L'Âge d'or)
- 1997 : Blindfeind Blues sur Bessere Zeiten klingt gut (L'Âge d'or)
- 1997 : 2.) sur Bessere Zeiten klingt gut (L'Âge d'or)
- 1997 : 9 sur Various Artists – Musik für junge Leute (L'Âge d'or)
- 1997 : Doch sur Various Artists – Musik für junge Leute (L'Âge d'or)
- 2000 : Anfang Im Ende sur Various Artists – Sauerkraut nicht Sushi (Let's Forget All About This) (L'Âge d'or)